# John Dugard
Christopher John Robert Dugard (Fort Beaufort, Sudáfrica, 23 de agosto de 1936), conocido como John Dugard, es un profesor sudafricano de derecho internacional. Sus principales especialidades académicas son el derecho romano-holandés, el derecho internacional público, la jurisprudencia, los derechos humanos, el procedimiento penal y el derecho penal internacional. Ha servido en la Comisión de Derecho Internacional, la principal institución de las Naciones Unidas para el desarrollo del derecho internacional, y ha estado activo en informar sobre las violaciones de los derechos humanos por parte de Israel en los territorios palestinos.
Ha escrito varios libros sobre el apartheid, los derechos humanos y el derecho internacional, además de coautorizar libros de texto sobre derecho penal y procedimiento y derecho internacional. También ha escrito extensamente sobre el apartheid sudafricano.